# Andrés Manuel López Obrador
Andrés Manuel López Obrador (Tepetitán, Tabasco, 13 de novembro de 1953), também conhecido como AMLO, é um político mexicano. Foi presidente do México de 2018 a 2024. Foi chefe de governo do Distrito Federal mexicano até o dia 31 de julho de 2005, quando renunciou ao cargo para iniciar sua campanha pela presidência do México para as eleições de 2 de julho de 2006. López Obrador foi militante do Partido de la Revolución Democrática (PRD) e foi candidato à presidência da República pela Alianza por el Bien de Todos (integrada por PRD, PT e Convergência) a partir de janeiro de 2006.
No ano de 2012, criou o partido MORENA, oficialmente registrado para participar politicamente em 2015 no país. 
Eleito presidente em 2018 pela coalizão Juntos Faremos História, López Obrador assumiu o cargo em 1 de dezembro de 2018, para um mandato de seis anos.

## Eleição presidencial de 2006
Em 2006, candidatou-se à presidência do México e foi vencido pelo candidato governista Felipe Calderón Hinojosa do Partido Acción Nacional (PAN) por uma diferença de apenas 0,56 pontos percentuais, o que causou indignação em Obrador, que não aceitou o resultado e se autoproclamou presidente do México no dia 20 de Novembro de 2006, Dia da Revolução Mexicana, construindo assim um governo paralelo ao de Calderón; foi um protesto, organizado por partidários, contra as supostas fraudes do processo eleitoral.
As possibilidades de fraude na apuração de votos ainda estão sob investigação.

### Propostas
Ele propôs criar a rota da seda mexicana com a ferrovia leste-oeste para substituir os canais da Nicarágua e Panamá sendo que Daniel Ortega cedeu aos Estados Unidos e Taiwan para treinamento militar humanitário o seu território, situação esta que a China não admitiu. Ele também pretende fazer um pacto com a direita mexicana para tentar ajudar na governabilidade.

## Presidência
Reduziu o seu salário em 60% e declarou que pretendia pôr termo aos privilégios reservados à sua função. Uma nova lei sobre a remuneração dos funcionários públicos fixa o salário máximo em pouco mais de 4 700 euros por mês. O salário mínimo foi aumentado em 16,2%. Foi criticado, porém, pela resposta ruim do seu governo a pandemia de COVID-19 no México, sua falha em reduzir a criminalidade ou deter os cartéis de drogas, além de má performance econômica do país antes mesmo da crise do coronavirus.
Seu governo inaugurou programas sociais destinados a reduzir a pobreza: bolsas da creche à universidade, apoio a jovens aprendizes e pessoas com deficiência, subsídios para pequenos agricultores, duplicação de pensões para idosos, microcréditos para pequenos comerciantes e artesãos. Em 2021, a proporção do orçamento do Estado dedicada aos gastos sociais está em um nível mais alto de todos os tempos. A proporção de pessoas beneficiadas por programas sociais aumentou em 65% em comparação com a administração anterior. Os programas de assistência social foram consagrados na Constituição, de acordo com o governo, para garantir que sejam um direito e não um ato de caridade. 
O relatório do Conselho Nacional de Avaliação da Política de Desenvolvimento Social (CONEVAL) do México, um órgão federal independente, indica que a taxa de pobreza multidimensional no México caiu 5,6% de 2018 a 2022, o que corresponde a 5,1 milhões de pessoas retiradas da pobreza, apesar de um aumento temporário em 2020 devido à pandemia de Covid-19. As desigualdades sociais diminuíram: a diferença entre os 10% com maior renda e os 10% com menor renda caiu de 21 vezes para 15 vezes, enquanto o coeficiente de Gini caiu de 0,448 para 0,402 no mesmo período.